# Presidente de Irán
El presidente de Irán (en persa: en persa: ریاست جمهوری اسلامی ایران‎) es el jefe del Gobierno que administra la República Islámica de Irán. El de presidente es el cargo electo de mayor rango del país, solo por debajo del líder supremo de Irán, que hace la función de jefe de Estado del país (Rahbar-e Nezâm). El presidente de Irán es elegido para un mandato de 4 años por el voto directo popular, y no puede servir más de dos mandatos consecutivos, es decir, 8 años.
El Capítulo IX de la Constitución de la República Islámica de Irán establece las calificaciones de los candidatos a la presidencia y los procedimientos para la elección, así como los poderes y las responsabilidades del presidente como "funciones del ejecutivo". Estas incluyen firmar tratados y otros acuerdos con países extranjeros y organizaciones internacionales, administrar la planificación nacional, el presupuesto y los asuntos de empleo estatal, así como designar ministros, sujetos a la aprobación del Parlamento. Al contrario que en el sistema ejecutivo de otros países, el presidente de Irán no tiene el control absoluto de la política de exteriores, las Fuerzas Armadas y la política nuclear, ya que estas están bajo el control del líder supremo.
El actual presidente de Irán es Masoud Pezeshkian, quien asumió su cargo el 28 de julio de 2024, tras las elecciones presidenciales de julio. Fue el sucesor de Mohammad Mojber, quien asumió al cargo tras la muerte de Ebrahim Raisi en un accidente de helicóptero.

## Historia
Bajo la jefatura del ayatolá Jomeini, el cargo de presidente de la república fue eminentemente honorífico, hasta que en 1989 una reforma constitucional eliminó el cargo de primer ministro, transfiriendo sus competencias ejecutivas al presidencial.

## Funciones
El presidente puede designar a los miembros del gobierno. Puede cesar a cualquiera de los miembros del Gobierno. Tras ser aprobado un proyecto de ley por la Asamblea Consultiva Islámica, el presidente está obligado de ratificarlo, tras lo que adquiere rango de ley. Aunque según la Constitución el líder supremo es el comandante en jefe de las Fuerzas Armadas, un presidente puede ser designado como comandante con la aprobación del líder supremo. Por ejemplo, el primer presidente de Irán, Abolhasán Banisadr, también fue comandante de las Fuerzas Armadas. El presidente nombra al secretario del Consejo Superior de Seguridad Nacional. Nombra a los gobernadores de las provincias y ratifica los embajadores de Irán en otros países, a propuesta del ministro de Exteriores. Hasta hace poco tiempo, tenía el poder de nombrar a los alcaldes de las ciudades. Sin embargo, se delegó este poder a las ciudades, las Asambleas Locales, que son elegidas directamente por el pueblo y están tuteladas por el Parlamento.